# Bojnice
Bojnice (in ungherese Bajmóc, in tedesco Weinitz) è una città della Slovacchia facente parte del distretto di Prievidza, nella regione di Trenčín, ubicata sulle rive del fiume Nitra.
Bojnice è meglio conosciuta per le sue attrazioni turistiche: il più antico giardino zoologico in Slovacchia, il castello più visitato, e una delle più antiche località termali del paese. La città è situata sotto il Castello di Bojnice, che è costruito sulla roccia di travertino con una grotta naturale. Il castello è apparso in molti film internazionali ed un festival di fama internazionale di spettri si svolge ogni anno.

## Geografia fisica
La città si trova in alto sulla valle del fiume Nitra, presso i monti di Strážov. La città è molto vicino a Prievidza (4 km), e per questo ne condivide il sistema di trasporto pubblico. Altre grandi città nelle vicinanze sono Žilina a nord (60 km) e Trenčín ad ovest (65 km).

## Storia
La storia della città è strettamente connessa a quella del castello di Bojnice. Si trova citata per la prima volta nel 1113, quando è stato indicato come un insediamento sotto il castello. Essa ha i privilegi di città dal 1966.

## Monumenti e luoghi d'interesse

### Castello di Bojnice
La città è più nota per le sue attrazioni turistiche: il castello di Bojnice, citato nel 1113 e originariamente costruito come un fortino di legno, è stato nel tempo costruito come un castello di pietra e nel XX secolo in stile romantico.

### Lo zoo
Lo zoo, uno dei tre presenti in territorio slovacco, è stato fondato nel 1955. Nel 2006 aveva 355 specie diverse e più di 1.800 animali.

### Terme
La città è conosciuta anche per le sue terme. Le sorgenti termali sono citate per la prima volta nel 1549. Oggi trattano pazienti con disturbi del sistema locomotore, con malattie reumatiche, post-traumatiche, ortopedia della colonna vertebrale degli adolescenti, malattie neurologiche e malattie professionali.

## Amministrazione

### Gemellaggi
- Jeseník;
- Bad Krozingen;
- Rosta.